# Scogli Ossiri
Gli scogli Ossiri (in croato Veli Osir e Mali Osir) sono due isolotti disabitati della Croazia, che fanno parte dell'arcipelago delle isole Quarnerine e sono situati lungo la costa orientale dell'isola di Lussino.
Amministrativamente appartengono alla città di Lussinpiccolo, nella regione litoraneo-montana.

## Geografia
Situati nella parte meridionale del Quarnarolo (più precisamente nel canale di Lussino), Ossiri Grande e Ossiri Piccolo distano rispettivamente 100 m e 410 m dall'isola di Lussino, nei pressi dell'insediamento di Chiusi Lussignano, e 700 m tra loro.
L'isolotto più grande, Ossiri Grande (Veli Osir), è uno scoglio rotondo dal diametro di 315 m, possiede una superficie di 0,070 km² e ha uno sviluppo costiero pari a 0,964 km. Nella parte centrale, raggiunge la sua elevazione massima di 53 m s.l.m.. È separato da Lussino dallo stretto di Ossiri (prolaz za Osirom) e si trova poco più a nord della baia omonima (baia di Ossiri, uvala za Osirom).
Ossiri Piccolo (Mali Osir) ha invece una forma ovale e misura 110 m di lunghezza e 90 m di larghezza massima; possiede una superficie di 0,0064 km² e ha uno sviluppo costiero pari a 0,304 km.